# Gradiomètre

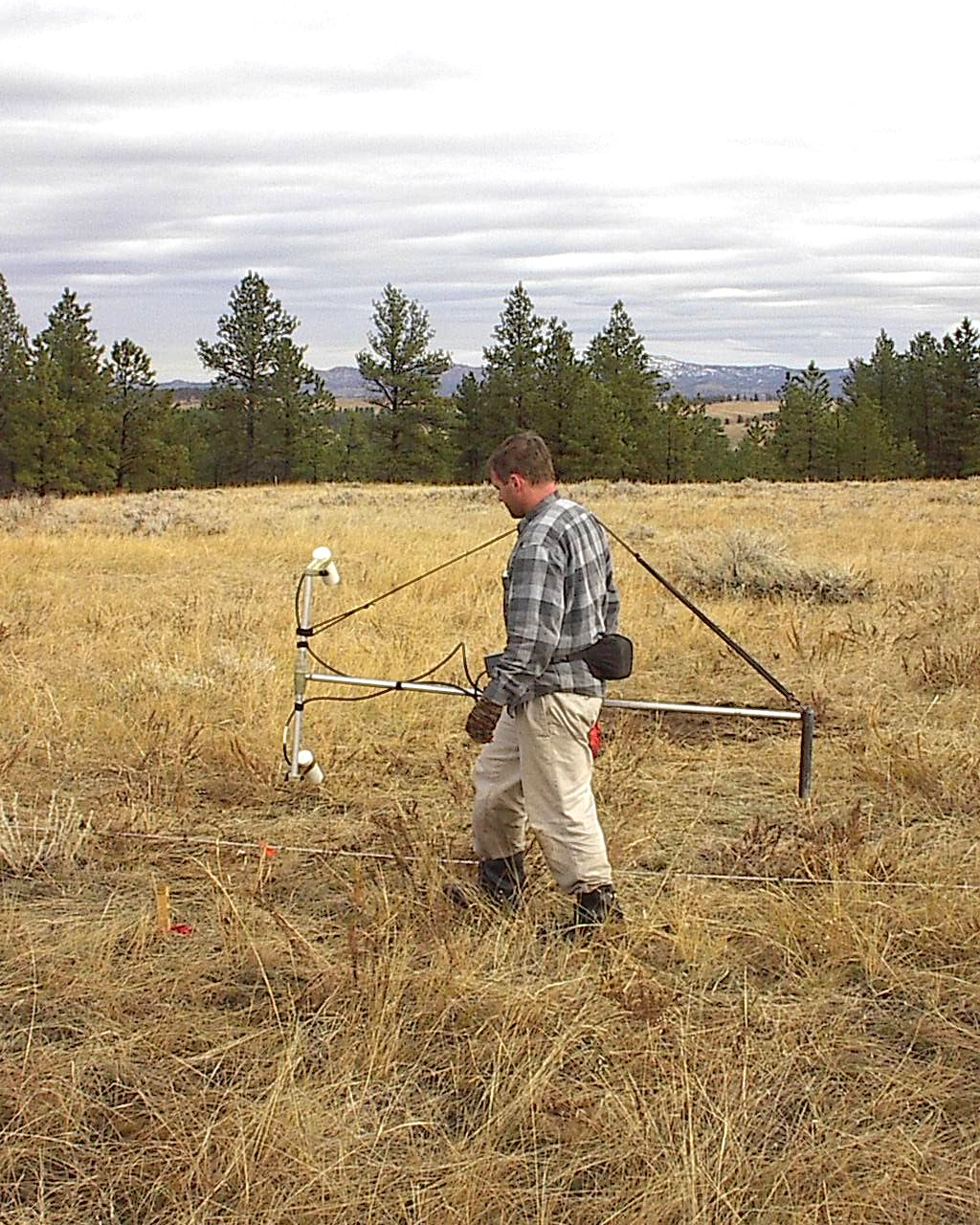
Archéologue effectuant un avec un gradiomètre axial.

Un gradiomètre est un instrument qui mesure le gradient, généralement dans l'espace, d'une grandeur physique telle que le champ gravitationnel ou le champ magnétique. Il permet de s'affranchir de variations temporelles globales ou d'imprécisions dans la conception de l'instrument.
Il est utilisé pour des mesures en gradiométrie, méthode géophysique de prospection pétrolière et minière, marine et aéroportée.

## Typologie
On distingue deux types de gradiomètres pour la mesure des champs magnétiques :
- les gradiomètres axiaux où les magnétomètres sont placés l'un sur l'autre ;
- les gradiomètres planaires où les magnétomètres sont placés dans le même plan horizontal.

Chaque type répond différemment aux signaux spatiaux.

## Gradiomètre quantique
Un interféromètre atomique mis au point par des chercheurs de l'université de Birmingham pourrait constituer une percée significative en matière de détection microgravimétrique. 
L'approche de base consiste à envoyer des impulsions laser sur des atomes pour les exciter et induire des transitions Raman stimulées par deux photons. Les paquets d'ondes atomiques associées à ces atomes ainsi obtenus sont ensuite spatialement séparés au moyen d'un interféromètre et parcourent deux trajectoires différentes, avant d'être recombinés. Les trajectoires parcourues et les temps de parcours des ondes sont influencés différemment par les variations spatiales de la gravité (gradient de gravité). La superposition des ondes associées à ces atomes dans des états différents d'énergie provoque un phénomène d'interférence dont on extrait le signal recherché lié au gradient de gravité. 
La conception de l'instrument supprime les effets des bruits micro-sismiques et laser, ainsi que des bruits associés aux variations de champ thermique et magnétique et de l'inclinaison de l'instrument. Elle permet de s'affranchir du bruit lié aux vibrations causées par les perturbations environnementales et qui entrave la sensibilité des microgravimètres classiques.  L'avantage principal de cette méthode inédite est de réduire considérablement le temps de mesure habituellement très long pour améliorer le rapport signal/bruit. 
Le professeur Kai Bongs de l'Université de Birmingham considère qu'« il s'agit probablement d'un "moment d'Edison" qui va révolutionner les mesures microgravimétriques et permettre des développements et des découvertes encore insoupçonnés à ce jour. La technique pourrait permettre de détecter des vides inconnus ou des variations de densité à l'échelle décimétrique, ce qui serait très utile en matière de génie civil et d'infrastructures routières, ferroviaires, ou souterraines (impétrants, câbles, canalisations, égouts...) et permettrait de remédier économiquement à des situations imprévisibles et potentiellement dangereuses en évitant l'affaissement du sol et l'effondrement de structures situées au-dessus de cavités souterraines. Il serait également possible de suivre le niveau des aquifères sans devoir disposer de piézomètres et de forages, ou encore d'estimer la quantité de lave contenue dans les chambres magmatiques des volcans et ainsi d'améliorer la fiabilité des prévisions des éruptions volcaniques. Les recherches et les fouilles archéologiques, tout comme les mesures de gravité par satellite, voire, qui sait, peut-être même par voie aéroportée, pourraient également bénéficier de cette avancée scientifique.